# 토요일 밤의 학살
토요일 밤의 학살(Saturday Night Massacre)은 1973년 10월 20일 미국에서 일어난 사건으로 리처드 닉슨이 하야하는 계기가 되었다.
워터게이트 사건에서 백악관이 대화를 녹음해둔다는 사실이 알려져 특검이 테이프 제출을 요구하자 닉슨은 대통령 특권으로 이를 거부하고, 엘리엇 리처드슨 법무장관을 통해서 콕스 특별검사에게 소환장 취소를 명령했다. 콕스 검사는 이를 거부했다.
닉슨은 10월 20일 콕스 특별검사 해임을 리처드슨 법무장관에게 요구했으나, 그는 이것을 거부하고 자진사임했다. 뒤이어 윌리엄 D 란케르즈 하우스 법무차관도 명령을 거부하고 사임하였다.결국 로버트 H. 보크 법무차관보가 임시 법무장관대리로 콕스 특별검사를 해임했다. 
이사건 이후 닉슨의 탄핵에 찬성하는 여론이 크게 늘어나 닉슨은 하원에서 탄핵안이 가결되자 상원 표결을 앞두고 하야하게 되었다.